# Schie
La Schie est le nom de quatre cours d'eau ou rivières dans les environs d'Overschie, en Hollande-Méridionale aux Pays-Bas. On peut distinguer la Delfshavense Schie, la Delftse Schie, la Rotterdamse Schie et la Schiedamse Schie. L'existence de quatre Schies est la conséquence d'une dispute médiévale entre les villes de Delft, Rotterdam et Schiedam, au sujet d'un droit de péage.

## Origines
La Schie a commencé son existence comme un ruisseau marécageux qui se jetait dans la Merwede historique (aujourd'hui la Nouvelle Meuse), près d'Overschie. Au bord du cours supérieur de ce ruisseau fut fondée la ville de Delft, où ce ruisseau était appelé Delf. Il est possible que les premiers travaux de canalisation datent de l'époque romaine, période pendant laquelle on a également creusé le canal de Corbulon.

## Moyen Âge

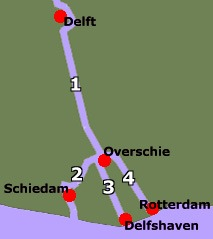
Plan de situation des 4 Schie :
1. Delftse Schie
2. Schiedamse Schie
3. Delfshavense Schie
4. Rotterdamse Schie (aujourd'hui en grande partie comblée)

En 1150 on a construit une grande digue le long de la Merwede (la Schielands Hoge Zeedijk), pour protéger les habitants des environs de Rotterdam contre les hautes marées. À la suite de la construction de cette digue, on a procédé à la poldérisation des terres au-delà de la digue. À cause de cette poldérisation, l'embouchure de la Schie a été déplacée vers le sud. À l'embouchure, on a construit un barrage, près de laquelle fut établie la ville de Schiedam. Si Schiedam a pu prendre de l'importance rapidement, c'est à cause de son droit de lever un péage aux bateaux qui remontaient la Schie vers Delft et au-delà.
En 1280, afin d'évacuer les eaux de la partie occidentale du pays de Delft (Delfland), on a creusé le Poldervaart. Ce canal formait une liaison fluviale directe entre la Schie et la Merwede sans passer par Schiedam.
La rivalité entre les villes de Schiedam, Delft et Rotterdam et les différents vassaux de la région ont fait qu'en 1343 un nouveau canal a été creusé entre Overschie et Rotterdam. Ainsi, on brisait définitivement la puissance exclusivement qu'exerçait Schiedam sur la navigation fluviale de la Schie. À partir de cette date, la Schie se divisait en deux à Overschie : à droite, la nouvelle Rotterdamse Schie, et à gauche, la Schiedamse Schie d'origine.
À partir de 1389, ce carrefour de trois cours d'eau à Overschie reçut une quatrième branche : le duc Albert Ier, comte de Hollande et de Zélande, a octroyé le droit à la ville de Delft de faire creuser son propre canal d'accès à la Merwede. Pour créer la première partie de ce canal, on a élargi le Delf ou Schie déjà existant, depuis cette partie du cours d'eau est appelé Delftse Schie. Pour la deuxième partie, le conseil de Delft a fait creuser un nouveau canal entre Overschie et la Merwede. À l'embouchure de ce canal, Delft créa son propre port, Delfshaven. Le canal entre Overschie et Delfshaven est appelé Delfshavense Schie.

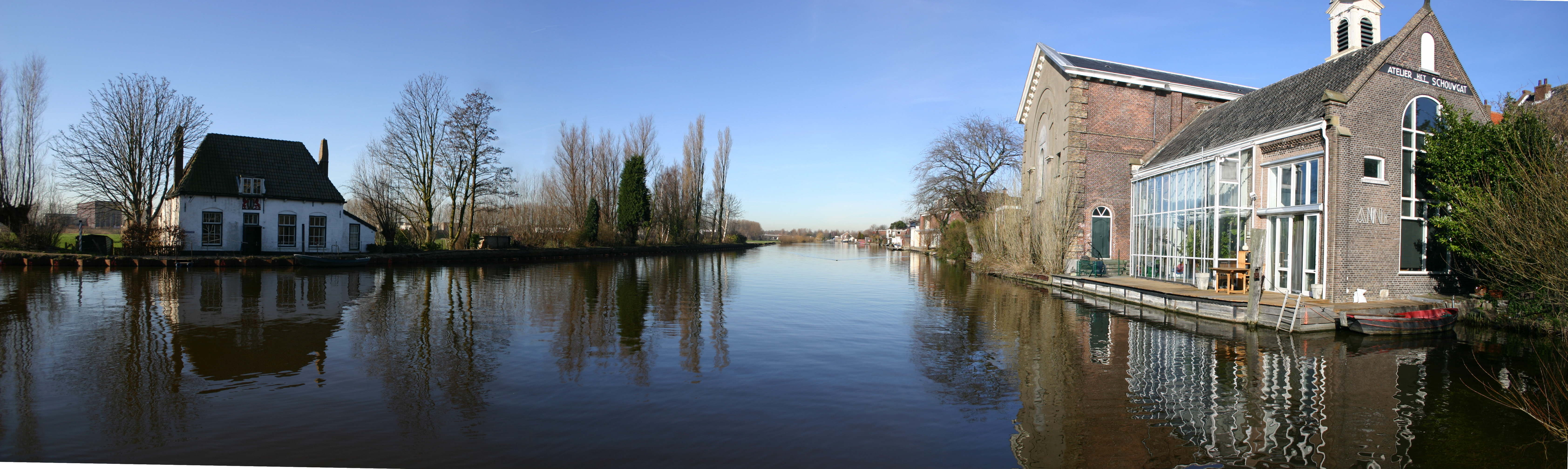
La Delftse Schie dans Overschie depuis l'embranchement avec la Rotterdamse Schie (à droite avant le bâtiment) et la Schiedamse Schie (derrière le photographe)
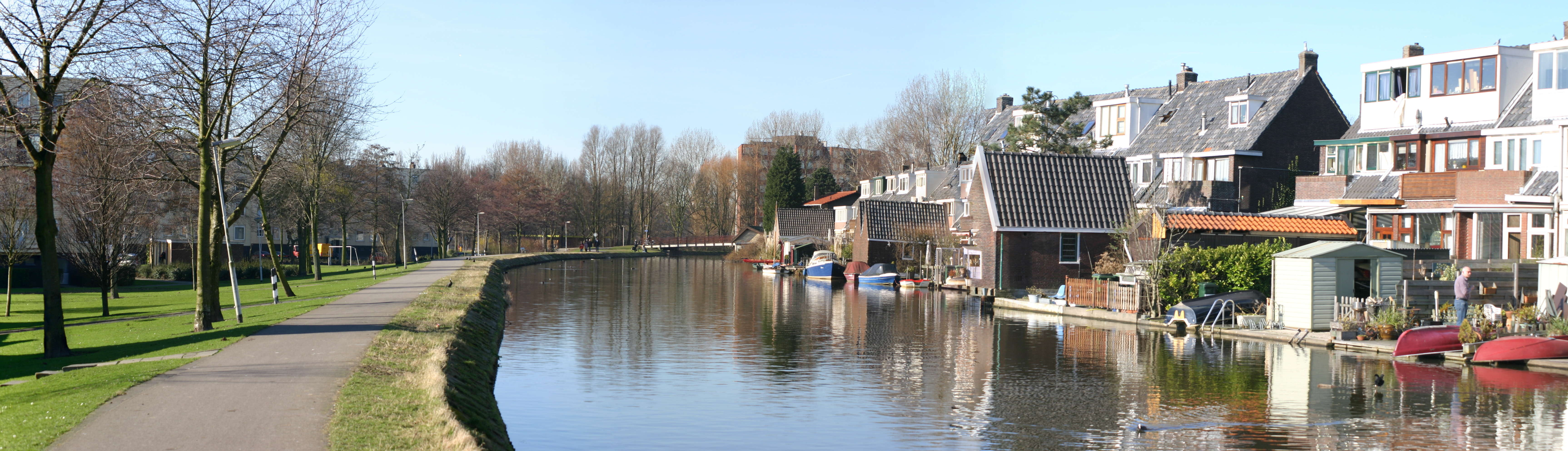
Rotterdamse Schie

## Histoire moderne
Depuis 1893, la Delftse Schie fait partie d'un canal encore plus important : le canal du Rhin à la Schie, qui permet de naviguer jusqu'à Leyde et dont le Vliet fait également partie.
De nos jours, les eaux de la Schie dominent les champs de quelques mètres. En 1903, à la suite d'une rupture de la digue à Kandelaar, la Schie s'est pratiquement vidée.
Il ne subsiste que très peu de traces de la Rotterdamse Schie ; après les bombardements par l'Allemagne nazie, au début de la Deuxième Guerre mondiale, on l'a comblée avec les débris dont on ne savait pas quoi faire.